# Festivali i Këngës 11
Festivali i Këngës 11 (c алб. Конкурс песни 11) проходил с 22 по 25 декабря 1972 года в Тиране, Албания, и был организован и организован Албанским общественным радио и телевидением Radio Televizioni Shqiptar (RTSH). Албанский диктатор того времени Энвер Ходжа считал организаторов мероприятия "Врагами общества" — так называли всех подданных, которых он считал опасными для страны. Многие из них впоследствии были убиты после того, как их обвинили в том, что они подвергли опасности менталитет страны, привнеся в шоу аморальный аспект, и составили заговор против правительства, оказав влияние на албанскую молодёжь. Заявления были вырваны из контекста, и эти убийства были использованы в качестве примера и заявления для будущих организаторов. Скифтер Келличи более подробно рассказывает об этом историческом событии в своей книге Festivali i Njëmbëdhjetë (11-й фестиваль).

## Участники
- Lefter Agora
- Justina Alia
- Bashkim Alibali
- Iliriana Çarçani
- Petrit Dobjani
- Valentina Gjoni
- Liliana Kondakçi
- Sherif Merdani
- Dorian Nini
- Shkëlqim Pashollari
- Suzana Qatipi
- Ema Qazimi
- Françesk Radi
- Zija Saraçi
- Ilmi Sino
- Lindita Sota (Theodhori)
- Tonin Tërshana
- Ваче Зела